# Куджо (фільм)
«Куджо» (англ. Cujo) — американський кінофільм знятий в 1983 році кінокомпанією Warner Bros., екранізація однойменного роману Стівена Кінга.

## Сюжет
Куджо — прізвисько сенбернара, сім'ї Кембер, що живе в місті Касл-Рок. Джо Кембер працює механіком. Під час полювання на полях недалеко від дому Кемберів, Куджо кусає кажан і заражає пса сказом.  Після зараження, Куджо вбиває Гарі Первіра, сусіда Кемберів. Джо йде до Гарі, щоб підкинути його у справах, проте знаходить його мертвим. Куджо вбиває і Джо, коли той намагається додзвонитися в поліцію. Його дружина і син в цей час гостюють у родичів.
У подружжя Трентонів проблема — дружина Віка Трентона, Донна, завела собі коханця. І, хоч вона розійшлася з ним, стосунки з чоловіком на грані розлучення. Вік їде у справах у інше місто. Донна ж їде з сином Тедом в майстерню Кембера, щоб полагодити машину і виявляється заручницею оскаженілого пса. Два дні вона сидить з дитиною в машині, не маючи можливості вийти. Коли ж собака вбиває поліцейського, який приїхав їм на допомогу, Донна все ж знаходить в собі сили забити собаку бейсбольною битою, яку залишив син хазяїна. Вона відносить свого сина в дім і приводить його до тями. Ще живий Куджо намагається ще раз здійснити вбивство, але Донна стріляє в нього з револьвера мертвого поліцейського.
Фільм закінчується тим, що Донна з Тедом на руках зустрічають чоловіка на ґанку дому Кемберів.

## У ролях
- Ді Воллес — Донна Трентон
- Денні Пінтауро — Тед Трентон
- Деніел Г'ю Келлі — Вік Трентон
- Крістофер Стоун — Стів Кемп
- Ед Лотер — Джо Кембер
- Каюлані Лі — Череті Кембер
- Біллі Джейн — Бретт Кембер
- Міллс Вотсон — Гарі Первір

## Відмінності від роману
- На відміну від книги, в фільмі син Трентонів Тед не гине від зневоднення — матері вдається врятувати його.
- Не екранізовано лінію сюжету перебування Бретта Кембера з матір'ю в гостях у її сестри.

## Цікаві факти
- Для зйомок було використано п'ять псів, одна механічна голова собаки і людина в шкурі пса.
- Куджо по-індіанське означає «нестримна сила».
- Щоб зняти епізод з нападом сенбернара на машину, дресирувальник поклав в середину улюблену іграшку собаки.